# 이스칸다리야

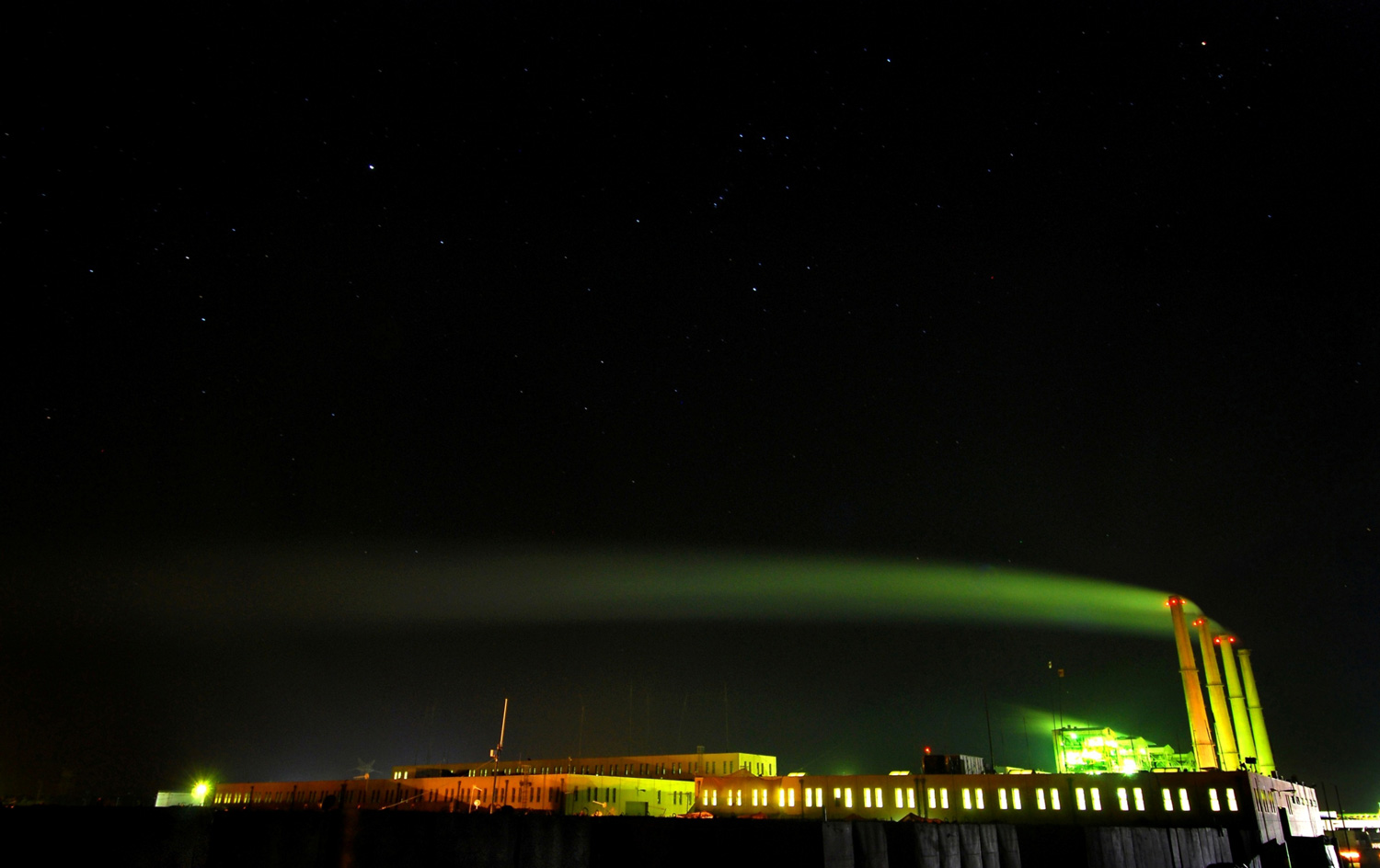

이스칸다리야(الإسكندرية)는 이라크 바빌 주에 있는 도시이다. 인구는 약 200000명이다.
알렉산드로스 대왕에 의해 창건된 도시(알렉산드리아)의 하나로 오랜 역사를 지녔으나 현재는 슬럼화가 상당한, 쇠락한 도시이다. 바그다드 남쪽 40km에 위치해 있으며 유프라테스강에 접한다. 바그다드와 팔루자를 잇는 이라크 전쟁의 "죽음의 길"에 면해 있기도 하다.